# Estado del Beni
El Estado Fluvial del Beni fue un proyecto de Estado Federal, conformado por el Departamento de Beni , dentro del proyecto unionista de los Estados Unidos Perú-Bolivianos que llegó a la etapa legislativa durante la Guerra del Pacífico pero que no se logró concretar. Contaría para 1880 con 98 900 habitantes y su capital sería Trinidad.

## Historia
El 11 de junio de 1880, pocos días después de la derrota en la batalla de Tacna, bajo los mandatos de Nicolás de Piérola y Narciso Campero, ambos gobiernos firmaron en Lima un protocolo sobre las bases preliminares de la unión federal, que preveían:

[...] para afianzar la independencia y la inviolabilidad, paz interior y seguridad exterior de los Estados comprendidos, así como para promover su prosperidad (punto I). Los departamentos de cada una de las dos repúblicas se erigirían en Estados autónomos, con instituciones y leyes propias. Se juntarían Tacna y Oruro, y Potosí y Tarapacá (punto II); y las regiones del Chaco y del Beni y de la montaña peruana formarían distritos federales. Los Estados serían iguales en derechos y tendrían una ciudadanía común (punto V); habría un gobierno nacional conformado por los tres poderes clásicos; y la conducción de la política exterior de la Unión correspondería al Poder Ejecutivo Federal. El Presidente de la Unión sería elegido en votación directa por los ciudadanos de los Estados

## División administrativa
El Estado contaría con 5 provincias

División administrativa del Estado del Beni.

- Chacobos: Se extiende desde el curso del río Iruyane, al norte de Reyes.
- Reyes: Ubicado entre los ríos Iruyane y Apere.
- Securé: Ubicado entre los ríos Apere y Mamoré.
- Mojos: Entre la provincia de Securé y Magdalena, en él se encuentra la capital del Estado.
- Magdalena: Entre los ríos Machupo e Itenez